# Teenage Robot
Teenage Robot (My Life as a Teenage Robot) è una serie televisiva animata statunitense del 2003, creata da Rob Renzetti e prodotta da Frederator Studios e Nickelodeon Animation Studio.
Ambientata nella città immaginaria di Tremorton, la serie segue le avventure di una ragazza robot di nome XJ-9, nota come Jenny, programmata per proteggere la Terra mentre cerca di vivere una normale vita da adolescente.
La serie ha le sue origini dal backdoor pilot My Neighbor is a Teenage Robot, presentato da Renzetti nel contenitore di cortometraggi animati Oh Yeah! Cartoons il 5 gennaio 1999.
La serie è stata trasmessa per la prima volta negli Stati Uniti su Nickelodeon dal 1º agosto 2003 al 9 settembre 2005. Successivamente è stata rinnovata per una terza stagione trasmessa in Asia su Nickelodeon dal 17 novembre 2006 al 30 marzo 2007 (negli Stati Uniti su Nicktoons dal 4 ottobre 2008 al 2 maggio 2009), contando un totale di 40 episodi (e 75 segmenti) ripartiti su tre stagioni. In Italia la serie è stata trasmessa su Nickelodeon dall'1 Novembre 2005 al 2009.
Sebbene abbia ricevuto recensioni per lo più positive da parte della critica, essendo stata nominata per numerosi premi tra cui un Primetime Emmy Award e undici Annie Award, la serie fu cancellata a causa di scarsi ascolti.

## Trama
Anno 2072 Pianeta Terra: XJ-9 è una robot costruita dalla dottoressa Nora Wakeman, programmata per proteggere la Terra dalle forze del male. XJ-9, però, ha solo l'aspetto di un essere metallico. La robot, infatti, si comporta come un adolescente (da qui il titolo della serie) e si fa chiamare semplicemente "Jenny", e trova molto noioso il fatto che debba rinunciare al suo tempo libero per andare a distruggere un qualche maledetto asteroide in rotta di collisione con la Terra! Lei preferisce uscire con gli amici, andare al Luna Park...insomma, fare tutto quello che fanno i normali Teenager. Jenny, per inserirsi nel mondo degli umani, può contare su Brad, il suo migliore amico, e Tuck, il fratello minore di Brad. Brad però pensa che Jenny sia la cosa più cool dell'universo: per lui, salvare il mondo deve essere una forza! Quanto si sbaglia... Jenny è infatti monitorata, spiata ed inseguita da una spietata razza aliena robotica, lo "Sciame" ("The Cluster" negli Stati Uniti), la cui regina, Vexus, vorrebbe assimilare la nostra eroina per conquistare la Terra e tutto l'universo. Jenny, anche se con un certo rimpianto, è sempre pronta a mollare tutto per salvare il nostro pianeta, anche se in fondo vorrebbe solo diventare "una di noi": il suo sogno diventerà realtà?

## Episodi
| Stagione         | Episodi | Prima TV USA | Prima TV Italia |
| ---------------- | ------- | ------------ | --------------- |
| Prima stagione   | 13      | 2003-2004    | 2005            |
| Seconda stagione | 14      | 2004-2005    | 2006-2008       |
| Terza stagione   | 13      | 2006-2007    | 2009            |

## Personaggi e doppiatori

### Buoni
- XJ-9 alias Jenny Wakeman - Jenny, la protagonista della serie, è una robot programmata per salvare il mondo mentre vorrebbe semplicemente diventare una ragazza normale. I suoi migliori amici sono Brad e Tuck, che la aiutano ad inserirsi nel mondo degli umani. Non dimentichiamoci che però Jenny è anche un robot: possiede incredibili poteri ed è capace di fare qualunque cosa ed è solo l'ultima di una lunga catena di prototipi: XJ-1, XJ-2, XJ-3, XJ-4, XJ-5, XJ-6, XJ-7 e XJ-8. In una puntata della 1ª stagione, Jenny indossa una sorta di "pelle sintetica" per sembrare un essere umano, ma questo tentativo fu un fallimento, in quanto questa "pelle" la rendeva bruttissima e la faceva vergognare ancora di più. In molte puntate, Jenny cerca di conquistare il ragazzo per cui ha una cotta, Don Prima, che però decide di scartare quando ha scoperto che al ragazzo non importa di lei, ma solo che le sue scarpe italiane siano in perfetto stato. È doppiata in inglese da Janice Kawaye e in italiano da Alessandra Karpoff.
- Nora 'Norene' Wakeman - La dottoressa Nora Wakeman è la creatrice di Jenny, la quale la chiama semplicemente "mamma". Nora vorrebbe che Jenny non sprecasse il suo tempo con gli adolescenti perché è stata progettata per ben altri motivi. Nonostante i continui contrasti, Nora vede Jenny come una vera e propria figlia. È doppiata in inglese da Candi Milo e in italiano da Graziella Porta.
- Brad 'Bradley' Carbunkle - Brad è il miglior amico di Jenny. Lui è stufo della vita di tutti i giorni e pensa sia stata una gran fortuna incontrare Jenny, in quanto lo trascina sempre in una qualche battaglia mozzafiato. È doppiato in inglese da Chad Doreck e in italiano da Massimo Di Benedetto.
- Tuck Carbunkle  - Questo bambino, a differenza del fratello maggiore, è ansioso e non ha tanta voglia di gettarsi in una qualche situazione super rischiosa. Nonostante ciò, Tuck è un grande amico di Jenny e cerca sempre di rendersi utile, rivelandosi più temerario addirittura del fratello. È doppiato in inglese da Audrey Wasilewski e in italiano da Patrizia Scianca.
- Sheldon Lee - Sheldon è un "nerd" ed è innamorato di Jenny. Tenta sempre di attirare la sua attenzione, ma ciò che prova non viene mai ricambiato. In molte puntate, Sheldon indossa una super tuta e si fa chiamare "Silver Shell", personaggio del quale Jenny si innamora. La robot però non sa che sotto la pelle robotica di "Silver Shell" si nasconde Sheldon. È doppiato in inglese da Quinton Flynn.

### Lo Sciame
- Vexus è la regina dello "Sciame", un'organizzazione armata di robot alieni. Ha un sensuale aspetto, a mezza via fra un'ape regina e una regina egizia. Vexus è un robot piuttosto potente e la peggior nemica di Jenny: inizialmente vorrebbe che lei si unisse allo Sciame, ma Jenny rifiuta la proposta prima e tutti gli attacchi poi. Nonostante sia la "personificazione suprema" dei cattivi della serie animata, Vexus non compare spesso. Nella 1ª Serie compare in 2 episodi, nella 2ª serie in 4. Tuttavia, nel film TV Escape from Cluster Prime (ancora inedito in Italia), i produttori della serie le affidano un ruolo di rilievo. È doppiata in inglese da Eartha Kitt.
- Smithus - Smithus è l'arrogante generale delle forze dello Sciame. Come Vexus, anche lui è un robot e detesta a morte Jenny. In alcuni episodi si dimostra molto potente in quanto le sue truppe danno sempre molto filo da torcere alla nostra eroina; fortunatamente, Smithus viene sempre sconfitto ed umiliato. Il generale odia quando Vexus lo chiama "Smithy". È doppiato in inglese da Steve Blum e in italiano da Pietro Ubaldi.
- Krackus - Incapace robot inventore, i suoi marchingegni finiscono spesso per ritorcerglisi contro, o finiscono in pezzi non appena attivati. È doppiato in inglese da Jim Ward.

### Altri
- Armagedroid è il fratello più potente di Jenny, creato dal Dr. Wakeman circa 20 anni prima di Jenny con lo scopo di proteggere la Terra dagli invasori alieni e distruggere le loro armi. Dalle dimensioni decisamente elevate, possiede un vasto arsenale di armi che utilizza per disarmare e distruggere le armi nemiche. All'epoca della sua creazione era considerato il robot più avanzato e potente mai creato. È doppiato in inglese da Kevin Michael Richardson e in italiano da Riccardo Peroni.
- Killgore è un minuscolo robot giocattolo a molla con un'etichetta che recita "VILLAIN" (lett. "CATTIVO") attaccata alla sua testa. Nonostante quasi tutti lo trovino adorabile, Killgore cerca costantemente di convincere il prossimo, e anche se stesso, di essere un essere malvagio e potente. È doppiato in inglese da Tara Strong e in italiano da Claudio Moneta.